# Nomenclatuur (scheikunde)
Met nomenclatuur wordt in de scheikunde geduid op de naamgeving van organische en anorganische verbindingen, alsook van de chemische elementen. De nomenclatuur is onderworpen aan regels die worden opgesteld door de International Union of Pure and Applied Chemistry (IUPAC).

## Elementen
Van ieder chemisch element is een wetenschappelijke naam en een symbool (atoomteken) vastgesteld. Van vele elementen wordt de naam die ze in de landstaal hebben algemeen gebruikt. In de Nederlandse bewerking is een lijst opgenomen van officiële Nederlandse namen, terwijl in brutoformules altijd het internationaal vastgestelde symbool moet gebruikt worden. Voor theoretische of recent ontdekte elementen is er een systematische elementnaam. 
Aan het symbool kunnen twee superieure en twee inferieure getallen worden toegevoegd: linksboven het massagetal, bijvoorbeeld 14C (men spreekt van koolstof-14; de notatie C-14 is onjuist). Linksonder komt het atoomnummer, bijvoorbeeld 92U. Rechtsboven komt een eventuele ionlading, bijvoorbeeld Fe2+ (niet Fe+2 of Fe++). Rechtsonder komt het aantal atomen per molecule, bijvoorbeeld N2 voor distikstof.

## Anorganische chemie
Vanaf 1921 heeft de commissie voor de nomenclatuur van de International Union of Pure and Applied Chemistry (IUPAC) regels voor naamgeving van anorganische verbindingen opgesteld. Zij kwam in 1938 gereed met het formuleren van voorstellen. In 1947 werd tot wijziging van de regels besloten en in 1957 volgde de vaststelling van de definitieve regels. In 2005 volgde een herziening op de regels voor de naamgeving van anorganische stoffen. Vanaf dat moment bevatten de voorkeursnamen van anorganische verbinden ook telwoorden. Daarbij wordt onderscheid gemaakt tussen telwoorden voor enkelvoudige en complexe ionen.
Het hoofddoel van de nomenclatuurregels is dat iedere naam slechts één stof aanduidt en dat hierover geen enkel misverstand kan ontstaan. Toelaatbaar is dat eenzelfde stof meer dan één naam heeft, mits hiertoe geldige aanleiding bestaat. Zo kent men systematische of rationele namen, die ondubbelzinnig de structuur van een verbinding weergeven, en triviale namen, die voor bepaalde ingewikkelde structuren zijn toegestaan. De naamgeving gaat uit van de chemische samenstelling en zo nodig (bijvoorbeeld bij isomeren) van de structuur van de stoffen.

### Stoichiometrische naam
Een van de belangrijkste systemen van de anorganische nomenclatuur berust op de indeling van de verbinding in een positief en een negatief deel. Deze indeling in een positief en een negatief deel is slechts formeel en betekent dus niet dat de zo verdeelde verbinding inderdaad chemisch te scheiden is in zulke positieve en negatieve delen. Voorbeelden zijn opgenomen in onderstaande tabel:
| Verbinding  | Positief deel | Negatief deel | IUPAC-naam                                                  |
| ----------- | ------------- | ------------- | ----------------------------------------------------------- |
| NaCl        | Na            | Cl            | natriumchloride                                             |
| CaSO4       | Ca            | SO4           | calciumsulfaat                                              |
| SO2         | S             | 2 O           | zwaveldioxide, zwavel(IV)oxide                              |
| LiH         | Li            | H             | lithiumhydride                                              |
| PCl3O       | P             | 3 Cl, O       | fosfortrichlorideoxide                                      |
| CuCl2       | Cu            | 2 Cl          | koperdichloride, koper(2+)chloride, koper(II)chloride       |
| AlK(SO4)2   | Al, K         | 2 SO4         | aluminiumkaliumbis(sulfaat)                                 |
| K4[Fe(CN)6] | 4 K           | Fe(CN)6       | tetrakaliumhexacyanidoferraat, kaliumhexacyanidoferraat(II) |

Zowel in de formule als in de naam worden eerst de positieve componenten genoemd, daarna de negatieve. De volgorde binnenin elk van deze groepen is alfabetisch. In de naam wordt alles zonder spaties aaneengeschreven. Men voegt koppeltekens toe in geval van klinkerbotsingen (bijv. di-ijzertrioxide) en eventueel om de leesbaarheid te verbeteren. 
De individuele bestanddelen kunnen monoatomisch zijn, in welk geval ze bij de elementnaam genoemd worden, die in geval van een anion is aangepast met de uitgang "ide" als bijvoorbeeld S2− (sulfide), H− (hydride), N3− (nitride) of oxide (O2−). Meeratomige bestanddelen kunnen op een systematische manier benoemd worden, bijvoorbeeld: Hg22+ dikwik(2+), I3– tri-jodide(1–), SO42– tetraoxidosulfaat(2–), [Co(NH3)5(OH2)]3+ penta-ammineaquakobalt(3+). Maar vele zijn gekend met een trivale (niet-systematische, traditionele) naam, bijvoorbeeld: NH4+ ammonium, CN– cyanide, O22– peroxide, SO32– sulfiet, OCl– hypochloriet, P2O74– difosfaat, etc.
Komt een atoom (of groep) meermaals voor, dan gebruikt men een prefix (di, tri, etc.). Complexe prefixen (bis, tris, etc.) worden gebruikt wanneer een groep reeds een prefix bevat, of om verwarring te vermijden. In plaats van de prefixen kan men gebruik maken van de oxidatiegetallen of (bij ionaire componenten) van de ladingsgetallen om de stoichiometrie impliciet weer te geven. Indien er geen verwarring mogelijk is, mogen deze aanduidingen ook worden weggelaten. Bariumsulfaat (BaSO4) wordt zelden genoteerd als barium(2+)sulfaat of barium(II)sulfaat omdat barium enkel oxidatietoestand +II aanneemt. CuCl2 zal daarentegen worden benoemd als koper(2+)chloride, koper(II)chloride of koperdichloride, maar niet simpelweg als koperchloride.

### Complexen
Voor de coördinatiecomplexen is er de zogenaamde additieve nomenclatuur ontwikkeld, dat gebaseerd is op de opdeling van een molecule in één of meerdere centrale atomen en daarop gebonden liganden. Zo wordt [Ni(NH3)6]2+ gezien als een centraal Ni-atoom met daarop zes NH3-liganden: hexa-amminenikkel(2+) of hexa-amminenikkel(II), en kan PO43− gezien worden als een centraal fosforatoom daarop vier O2– -liganden: tetraoxidofosfaat(3–) of tetraoxidofosfaat(V). De uitgang "aat" wordt toegevoegd wanneer het complexe ion negatief geladen is. Tussen haakjes staat de lading van het gehele complex of het oxidatiegetal van het centrale atoom.
De ligandnaam is afhankelijk van de elektrische lading:
1. Negatief geladen liganden worden aangeduid door de uitgang -o, zoals chlorido (Cl−), cyanido (CN−), oxido (O2−) en hydroxido (OH−). Liganden afgeleid van koolwaterstoffen worden vaker bij de radicaalnaam op -yl, zoals methyl (·CH3) genoemd dan met de anionische uitgang -o, zoals methanido (CH3–).
2. Neutrale atoomgroepen, zoals amines en alcoholen, met ongewijzigde naam. Water (H2O) en ammoniak (NH3) worden als liganden aangeduid door een specifieke naam, respectievelijk aqua en ammine.
3. Positieve groepen, met ongewijzigde naam.

Indien er meerdere liganden zijn, worden deze in alfabetische volgorde genoemd. Complexe verbindingen worden vaak tussen vierkante haken geplaatst.

## Organische chemie
Een eerste poging om orde te scheppen in de naamgeving van verbindingen in de organische chemie werd ondernomen door de Geneefse nomenclatuur van 1892. In 1922 werd door de IUPAC een nomenclatuurcommissie ingesteld voor de organische chemie. De voorstellen van deze commissie werden in 1930 in Luik aangenomen. Op verscheidene punten was onvolledigheid en onduidelijkheid blijven bestaan, zodat een herziening nodig was, waarmee in 1947 werd begonnen. De hieruit resulterende definitieve regels (sectie A en B) werden in 1957 goedgekeurd. In 1965 verscheen sectie C. Sindsdien zijn nog meer (kleinere) secties verschenen. Regelmatig verschijnen aanvullings- en wijzigingsvoorstellen.
Daar de nomenclatuurregels gebaseerd zijn op de structuurformules van de verbindingen, zijn volgens de officiële regels gevormde rationele namen slechts mogelijk voor verbindingen waarvan de structuur vaststaat. In de rationele naam ligt de structuur van een verbinding opgesloten. Daarnaast kent men voor verschillende verbindingen nog triviale namen (fantasienamen), die niets zeggen omtrent de samenstelling van de verbinding.
De rationele benoeming van koolwaterstoffen wordt afgeleid van het aantal koolstofatomen in de hoofdketen. De uitgangen -aan, -een en -yn geven het verzadigde (met waterstof) respectievelijk onverzadigde karakter van de koolwaterstofketen aan. Andere uitgangen en voorvoegsels worden gebruikt voor het aangeven van substituenten. De plaats van deze substituenten wordt aangegeven door een volgens vaste regels uitgevoerde nummering, aantallen meervoudige bindingen en substituenten worden aangegeven met multiplicatieve tussenvoegsels volgens de Griekse prefixnomenclatuur.
Voor ingewikkelde verbindingen kan de rationele naam zeer onoverzichtelijk worden. Vandaar dat men de namen dan vaak afleidt van een grotere eenheid die een eigen naam heeft gekregen. Voor het benoemen van cyclische koolwaterstoffen en heterocyclische verbindingen is een uitgebreid stelsel van triviale namen, voorvoegsels en achtervoegsels in de nomenclatuur opgenomen. Hoewel uitgebreide regels zijn opgesteld voor de keuze en de rangschikking van de fragmenten waaruit een rationele naam wordt opgebouwd, zijn veel verbindingen onder meer dan één correcte naam te benoemen. Men kan tussen verschillende typen van nomenclatuur kiezen, bijvoorbeeld een substitutieve, een radicofunctionele, een additieve nomenclatuur en zo verder. Verder bestaan vaak verschillende mogelijkheden voor het kiezen van de soort karakteristieke groep die hoofdgroep zal zijn. De verbinding CH3CH2OH kan volgens de substitutieve nomenclatuur benoemd worden als ethanol (de uitgang -ol is verbonden aan de naam van het alkaan waarop een hydroxylgroep is gesubstitueerd), en volgens de radicofunctionele nomenclatuur als ethylalcohol (opgebouwd uit de radicaalnaam ethyl en de stofklassenaam alcohol). In het algemeen wordt aan het gebruik van de substitutieve nomenclatuur de voorkeur gegeven.
Door de afspraak omtrent de betekenis van de uitgangen zijn verscheidene reeds oude en veel gebruikte namen onjuist geworden. De vroeger algemeen gebruikte naam benzol (geen alcohol) is daarom vervangen door benzeen. Glycerine is glycerol geworden, want de verbinding is geen stikstofbase, maar een alcohol.